# Дивы (мифология)

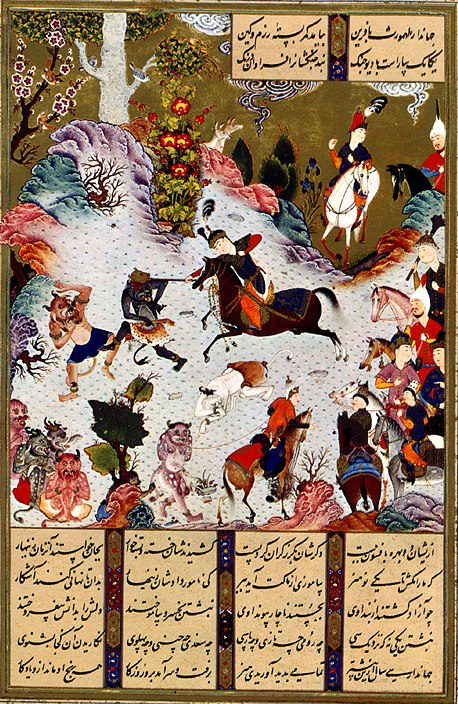
Миниатюра «Тахмурас побеждает дивов» из Шахнаме. Султан Мухаммед. 1526 год.

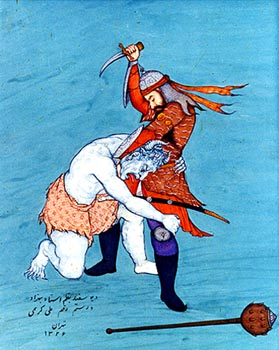
Бой Рустама Заля с белым дивом

Ди́вы, дэ́вы (авест. 𐬛𐬀𐬉𐬎𐬎𐬀 daēuua, daāua, daēva) — сверхъестественные человекоподобные существа, имеющие вид великанов. Присутствуют в тюркской (азербайджанской, башкирской, туркменской), иранской, славянской, грузинской, армянской мифологиях, в зороастризме — злые духи.
Мифологический образ дивов распространён в фольклоре народов Кавказа, Урала (баш. Дейеү), Малой и Средней Азии, Западной Сибири и др. — злые духи, главным образом великан антропоморфного или зооморфного вида. Большого роста, сильны, глупы, изображаются с небольшими рожками. В сказках описываются случаи похищения ими женщин с целью сожительства. Обычно считается, что дэвы живут в горных пещерах и ведут звероподобный образ жизни — хотя в некоторых сказках дэвы живут в домах, носят одежду, содержат скот и т. д. Иногда проявляют сходство с джиннами из арабской мифологии. В индийской мифологии дивы, напротив — боги или полубоги (санскр. देव — «сияющий», ср. латыш. Dievs — Бог), что во многом объясняется распадом индо-иранской общности.

Ниже их множество духов, или ангелов — язатов… Им всем противостоит такое же количество духов тьмы — дэвов…Такой резкий дуализм светлого и тёмного начал, составляющий основную мысль Авесты и всего маздаизма, представляет собой явление, для древних религий весьма необычное… Наиболее правдоподобно, даже бесспорно, то, что в дуализме Авесты отразились прежде всего антагонизм и вражда между оседлыми земледельческими племенами и кочевниками-скотоводами… Рознь эта и приняла форму борьбы между поклонниками агуров (иранцы) и почитателями дэвов (индийцы).— С. А. Токарев

## Происхождение
Общеарийское слово *daiva-, имеющее индоевропейское происхождение, означало род небесных божеств (от корня *diu «светить», «небо»), почитание которых получило особое распространение в индуизме. (См. Дева). В ираноязычном мире также прослеживаются рефлексы почитания дэвов/дивов, но уже в древнюю эпоху, благодаря влиянию зороастризма, резко осуждавшего почитание дэвов, дэвовские культы вытесняются, а сами дэвы демонизируются. От этого слова происходят современные перс. دیو‎ div, тадж. дев, осет. ævdew, idawæg и другие слова иранских языков, означающие «бес», «злой дух», «чудовище», а также «сумасшедший», «одержимый».
Славянское слово *divъ (< *deiwos) может быть прямым продолжением общеиндоевропейского слова, однако демонизацию этих индоевропейских божеств на славянской почве иногда рассматривают как отражение иранского влияния на древних славян.

## Дэвы (даэвы) в Авесте
Согласно Гатам, Заратуштра объявил дэвов (авест. daēva-) порождением «злого помысла». Дэвы пребывали в сомнении и, будучи соблазнёнными, избрали путь зла, насилия и разрушения.
В Младшей Авесте дэвы предстают как злые духи, порождения Ангра Маинью, олицетворяющие всевозможные пороки и стремящиеся навредить человеку и другим благим творениям. Видэвдад (Вендидад) — авест. vī.daēva- dāta- — «Закон против дэвов», одна из книг Авесты, содержит предписания, как вести борьбу с дэвами и устранять осквернение, причиняемое ими.
Авестийская иерархия дэвов противопоставляется иерархии благих сил, ведомых Ахура Маздой:
| Ахуры (Силы добра)                                 | Даэвы (Суры, Противостоящие силы)                                  | Санскритские параллели                                          |
| -------------------------------------------------- | ------------------------------------------------------------------ | --------------------------------------------------------------- |
| Спента-Манью (Святой Дух, творческое начало).      | Анхра-Майнью (Ахриман) (Злой Дух, скверна, разрушительное начало). | Манас (философия) (ум)                                          |
| Аша Вахишта (Истина Наилучшая, наилучший порядок). | Индра (Насилие)                                                    | ср. индуистский Индра                                           |
| Воху Мана (Благой Помысел).                        | Акем Мана (Злой Помысел).                                          | Манас (философия) (ум)                                          |
| Хшатра Ваирья (Власть Избранная).                  | Саурва (Подлость).                                                 | Ср. индийское Шарва — одно из имён Шивы. Также Кшатр- (кшатрий) |
| Спента Армаити (Святое Благочестие).               | Нангхаитья или Таромаити (Высокомерие).                            | Ср. индийские божества Насатьи (Ашвины)                         |
| Хаурватат (Целостность).                           | Таурви (Болезнь).                                                  |                                                                 |
| Амеретат (Бессмертие).                             | Заурви (Смерть).                                                   | Амрита                                                          |
| Сраоша (Послушание).                               | Аэшма (Ярость).                                                    |                                                                 |

Другие дэвы:
- Буити «распущенность, буйность»
- Визареша — дэв смерти
- Насу «скверна»
- Асто Видоту «разложение»

Упоминаются как:

Который был победоносным

Над всеми дэвами и людьми,

Всеми волхвами и паирика.

Который ездил верхом на Анхра-Манью

Тридцать зим

В оба конца земли.— Авеста Яшт 19:29.

## Антидэвовская надпись Ксеркса

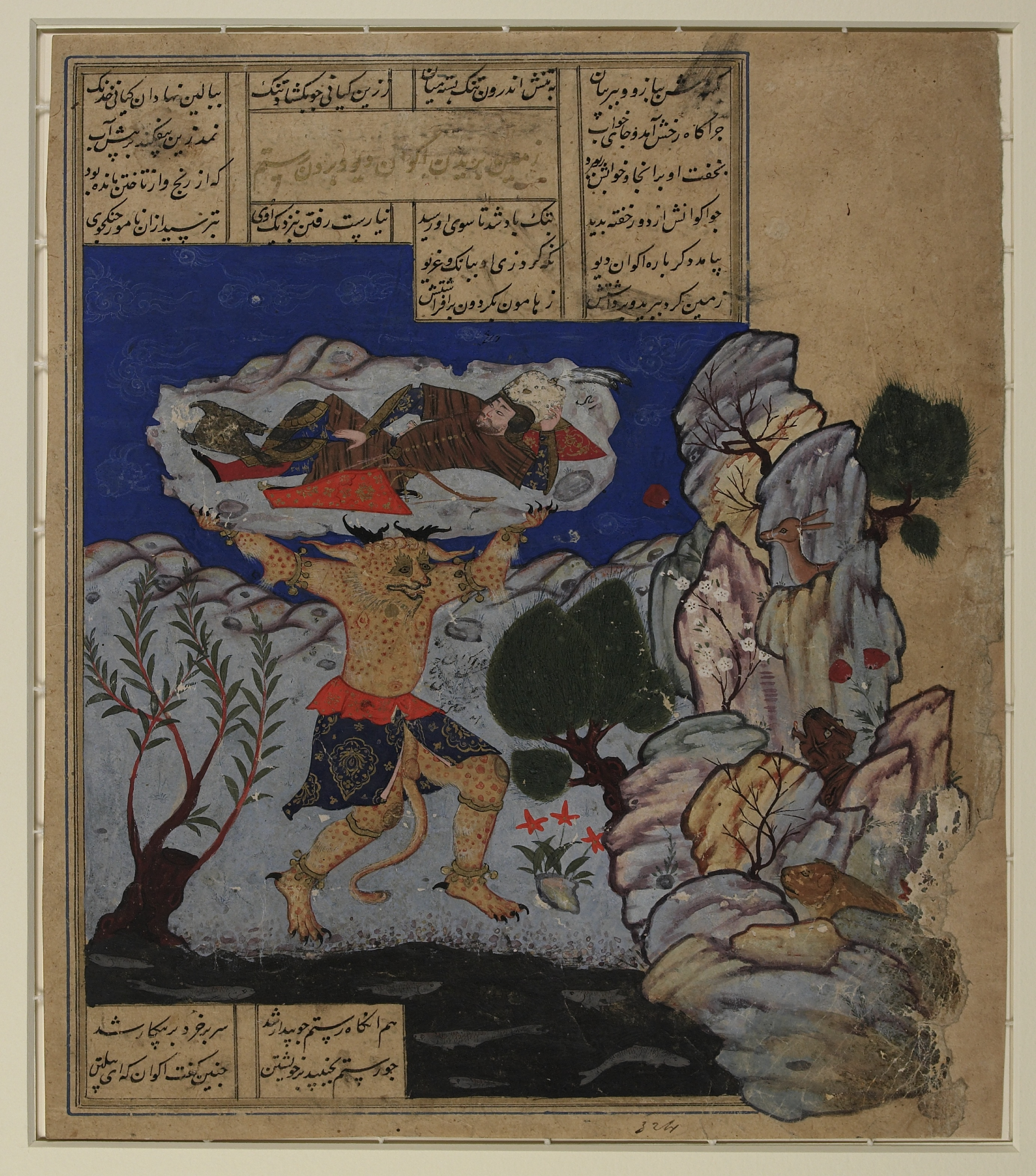
Див Акван бросает Рустама в Каспийское море.

Ахеменидский царь Ксеркс оставил такую наскальную надпись, свидетельствующую об официальном противодействии почитанию дэвов (др. перс. daiva) со стороны ахеменидской администрации:
utā atar aitā dahyāva āha yadātya

paruvam daivā ayadiya pasāva vašnā

Auramazdahā adam avam daivadānam

viyakanam utā patiyazbayam daivā

mā yadiyaiša yadāyā paruvam daivā

ayadiya avadā adam Auramazdām ayadaiy

artācā brazmaniya
И среди этих стран была (такая), где прежде дэвы почитались. Потом, по воле Ахура Мазды, я разрушил этот храм дэвов и провозгласил: «Дэвов не почитай!». Где прежде почитали дэвам, там я совершил поклонение Ахура Мазде вместе с Артой по праведному обряду.

## В эпической традиции Шахнаме

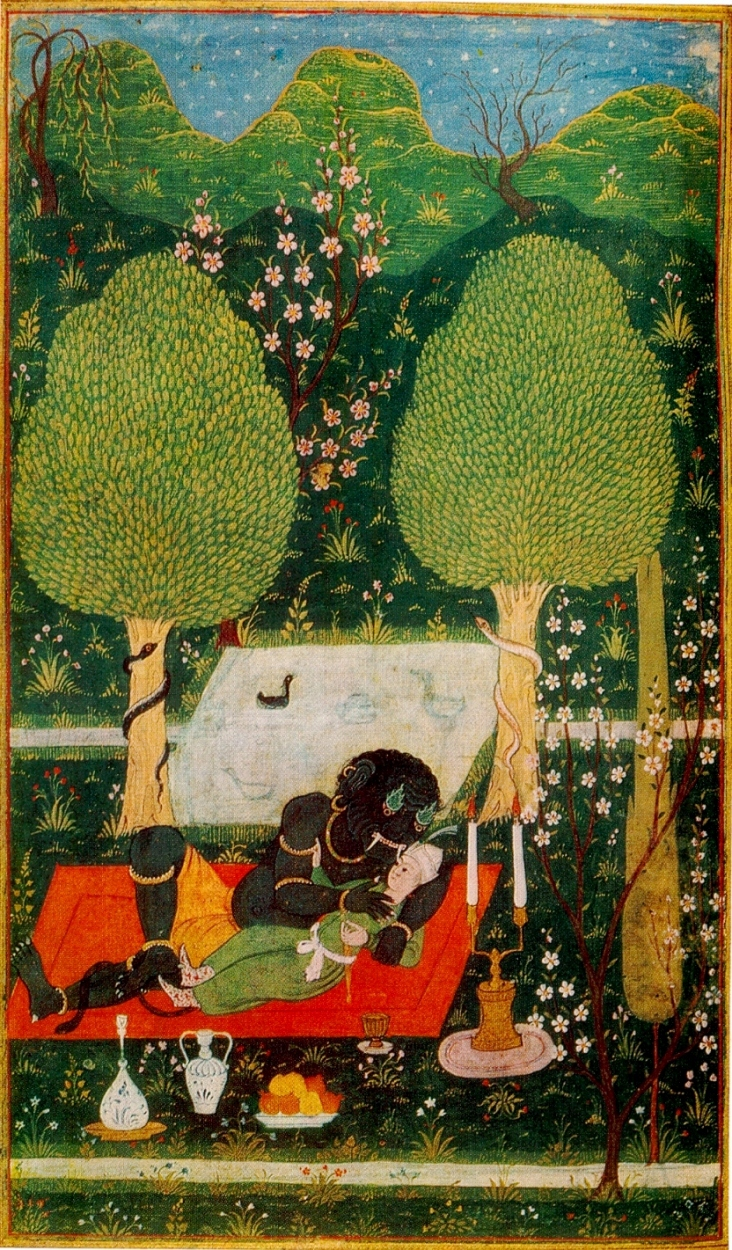
Див в рассказе «Махан в заколдованном саду» из поэмы классика персидской поэзии Низами «Семь Красавиц»

Дивы встречаются в иранских народных преданиях как сверхъестественные опасные существа, а также как противники великих царей и героев в поэме Фирдоуси «Шахнаме». Дивы у Фирдоуси — это демоны или духи людей, проклявших при жизни бога. Часто они также выступают как воплощения Аримана, тёмного и злого начала в зороастризме и персидской мифологии. По другой легенде, дивы происходили от родов враждующих между собой царей, правивших в древних Мазандеране и Табаристане. Впервые дивы упоминаются в рассказе о Сиямаке, сыне Каюмарса, который был убит Чёрным Дивом, сыном Аримана. Впоследствии Хушанг вместе с Каюмарсом убивают Чёрного Дива. Далее в «Шахнаме» повествуется о том, как шах Ирана Кай Кавус, желая одолеть злых духов, идёт в поход на Мазандеран, царство дивов, но, околдованный, был вместе со всей своей армией пленён Белым Дивом. Пришедший на помощь шаху герой Рустам побеждает повелителя Мазандерана и царя дивов Аржанг-Дива, после чего убивает Белого Дива и освобождает шаха.

## В славянском мире
У восточных славян Див — это дух-прорицатель в образе птицы. В Толковом словаре В. Даля сказано: «Див — диво, чудо, невидаль, дивовище. Див морской, морское чудище, чудовище. || Зловещая птица; вероятно пугач, филин», «сова». Во время войны Див сопровождает войско, идущее на битву, а во время сражения кружит над тем войском, которое это сражение проиграет. Див дважды упоминается в «Слове о полку Игореве». Сходный дух и женский мифический персонаж существовал и у западных славян — чехов, поляков и лужичан. Славянское понятие «Див» связано со словами «диво» и «дивий» (то есть «дикий, удивительный, странный, чужой»).
В. Н. Топоров в статье для словаря «Славянские Древности» отмечает, что в древнейшие времена богов славянского пантеона также могли назвать дивами: «Вероятно, что слову *bogъ и в этом значении предшествовало слово *divъ … — родственное обозначение бога в других индоевропейских языках».

## Дивы в азербайджанской мифологии

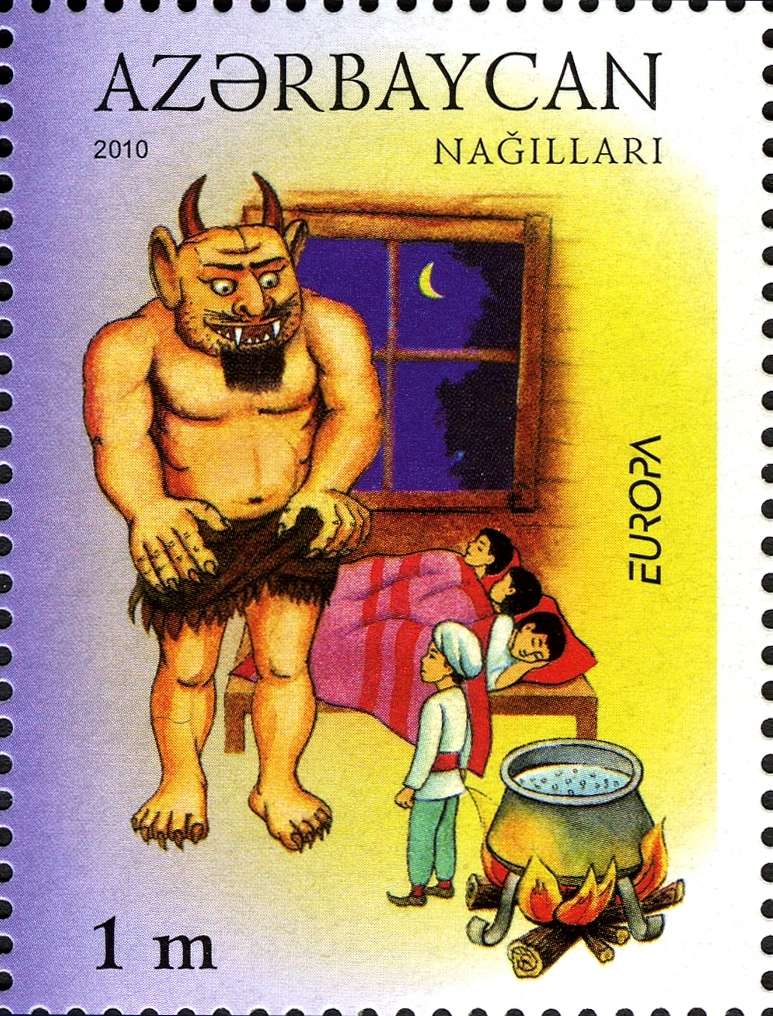
Див на марке Азербайджана 2010 года

В азербайджанских волшебных сказках див (азерб. div) является основным олицетворением сил зла. Если обратить внимание к азербайджанским народным сказкам, к мифам, то можно увидеть, что все дивы обитают в горах. В некоторых азербайджанских сказках душа и жизнь могучего дива заключена в стеклянном пузырьке, хранящемся на дне сорокаметрового колодца.
В азербайджанской мифологии дэвы (дивы) — обитатели подземного мира, являлись поклонниками света, поэтому похищали красивых девушек земли (символы света) и оставляли около себя. Дэвов создал в виде человека Ангра-Манью (князь тьмы). Однако он боялся, что те, имея душу, подчинятся правде и справедливости, объединятся с людьми. Поэтому он поместил их душу очень далеко от них самих. В «Сказке о Меликмамеде» душа дивов тоже находится в другом месте. По совету похищенных девушек, Меликмамед находит сосуд на верхушке дерева, в котором была спрятана птица, убив которую, Меликмамед отнимает душу дива.
В азербайджанской мифологии, в отличие от взглядов в зороастризме, к дэвам имеется двойственное отношение. Иногда они делают добро. В «Сказке об Ибрагиме» имеет место упоминание о кровном родстве героя с дивами, а также борьбе с ними:

Он собирался было лечь и заснуть, как вдруг услышал громкий рев. Ибрагим обернулся и увидел, что словно гора какая-то приближается к нему. Это был див, владелец сада. Ибрагим сильно испугался и спрятался за куст.
Между тем, див все больше приближался к нему и, наконец, подошёл к кусту, за которым спрятался Ибрагим. К счастью, див не заметил его. Подойдя к стене своего сада, див ударил кулаком о стену: она тотчас расступилась, и див вошёл в сад. Ибрагим же в это время вышел из своей засады и последовал за ним. Войдя в сад, он был поражен его видом, красотой и ароматом. Но он не переставал наблюдать за дивом и увидел, что тот вошёл во дворец. Во дворец Ибрагим войти не решился, так как боялся, что див заметит его там и растерзает.

## В башкирской мифологии
В башкирской мифологии дивы описываются как существа, вредившие людям. В ряде сказок дивы и аждахи (драконы) каждый день требуют отдавать одну девушку на съедение.
В эпосе «Урал-батыр» дивы выступают служителями Шульгена — родного брата Урала. Также являются персонажами эпосов «Акбузат», «Заятуляк и Хыухылу», дастана «Кисякбаш китабы», сказок «Девушка, джигит, дэв», «Старик и дэв» и других фольклорных произведениях.
В башкирских сказках встречаются трёх-, шести-, семи-, девяти-, двенадцатиглавые дивы.

## В этнонимии
У туркмен имеется этноним под названием «дэв» (туркм. döw), входящий в состав целого ряда туркменских этнографических групп.